# Sphingidae

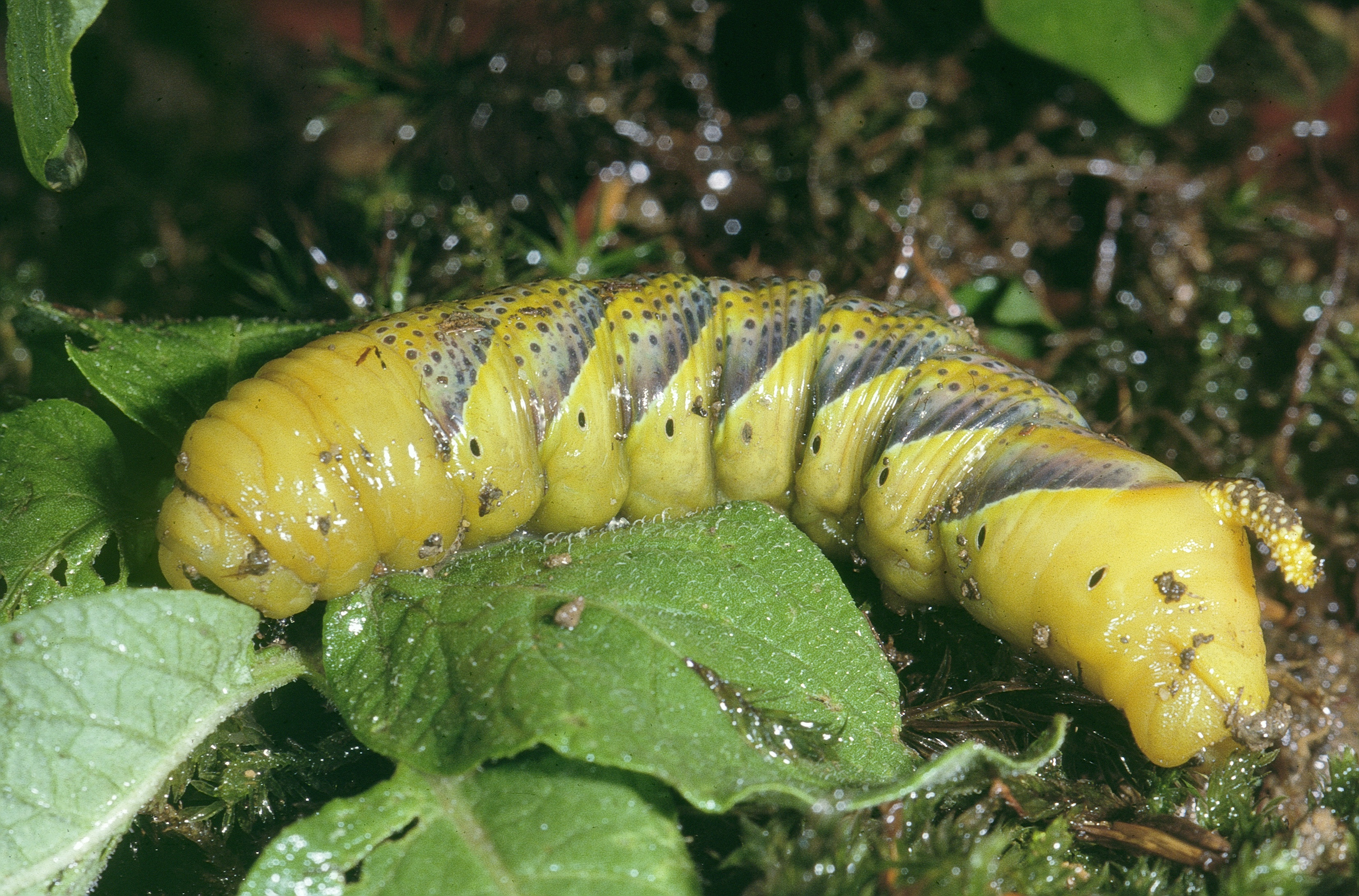
Oruga de Acherontia atropos

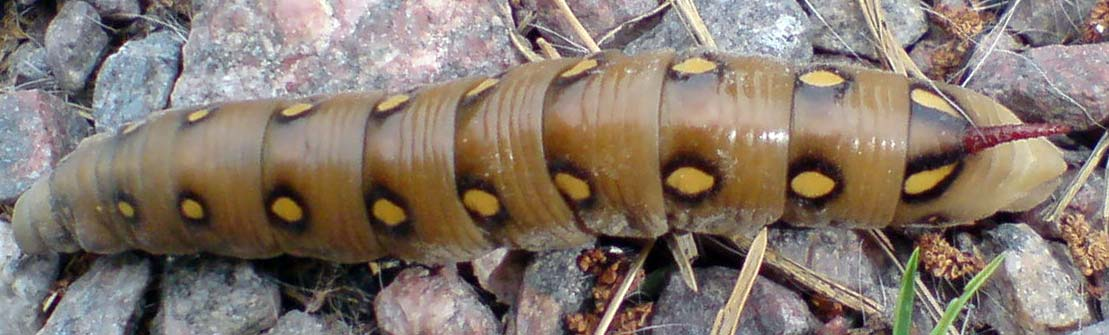
Oruga de Hyles gallii a punto de convertirse en pupa.

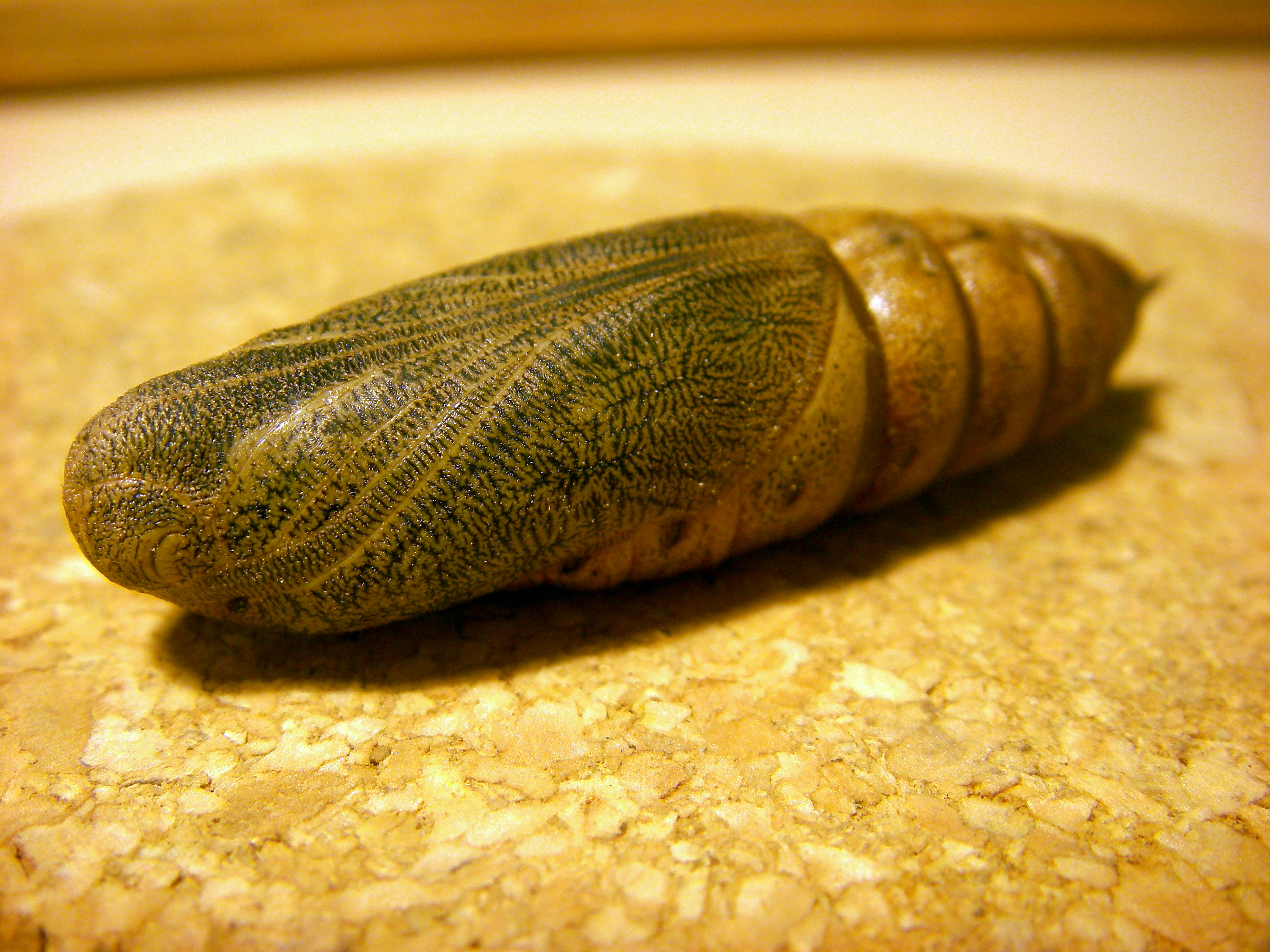
Hyles euphorbiae pupa

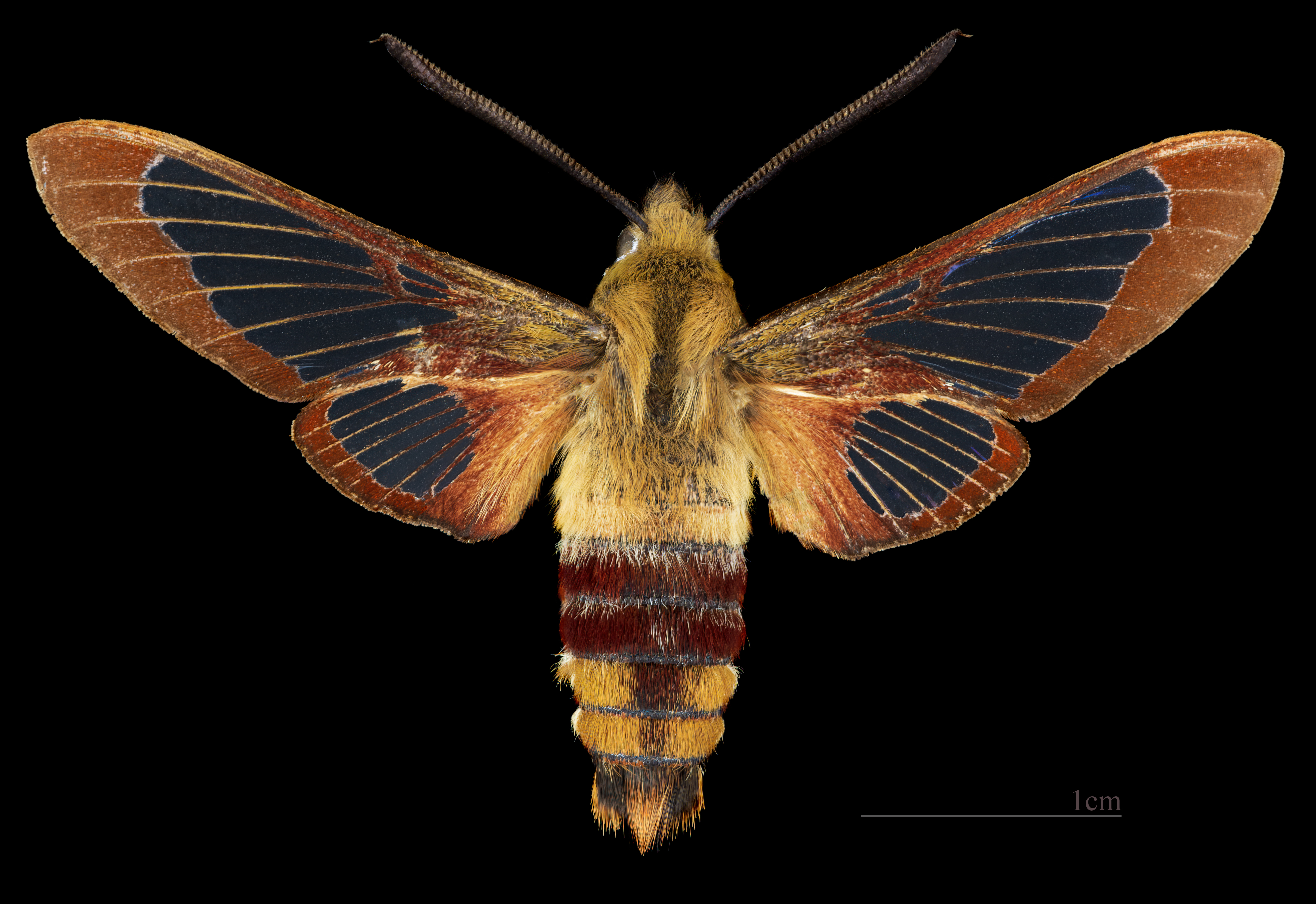
Hemaris thysbe

Los esfíngidos (Sphingidae) son una familia de lepidópteros glosados del clado Ditrysia de cuerpo robusto y vuelo generalmente rápido; la mayoría de ellas tienen las alas anteriores estrechas y apuntadas, aunque algunas tienen las alas más anchas, festoneadas y vuelan con mayor lentitud. Las alas suelen mantenerse planas y dirigidas hacia atrás, como flechas, durante el reposo.
La mayoría de las esfinges tienen una probóscide muy larga y se alimentan de néctar mientras permanecen en vuelo frente a la flor, de forma similar a un colibrí, pero algunas carecen de probóscide y no ingieren alimento durante el estadio adulto o imago. Al igual que los colibríes son buenos polinizadores. Las flores adaptadas a este tipo de polinización suelen ser tubulares, de colores pálidos o blancos, y se abren de noche. Este conjunto de caracteres es un síndrome floral llamado esfingofilia.
Hay alrededor de mil cuatrocientas cincuenta especies descritas en aproximadamente doscientos géneros.

## Ciclo vital
La mayoría de las especies tienen varias generaciones por año si el clima lo permite, son multivoltinas.

### Huevo
Las hembras depositan huevos verdosos, translúcidos, lisos.
Generalmente son huevos aislados en la planta nutricia. El período de desarrollo del huevo varía mucho, entre tres y veintiún días.

### Larva
Las orugas de los esfíngidos son robustas, de tamaño mediano a grande. Tienen cinco pares de patas falsas. Generalmente carecen de pelos o tubérculos pero la mayoría de las especies tienen un apéndice como un cuerno en el extremo posterior que suele reducirse en tamaño hasta ser un botón o desaparecer totalmente en el último estadio antes de transformarse en pupa. Muchas presentan colores crípticos verdes o castaños, otras en cambio tienen marcas, puntos o bandas de colores contrastantes y llamativos. Estas suelen ser blancos y negros contra un fondo amarillo o verde. Un diseño de rayas diagonales en los flancos es bastante común. Con frecuencia se produce un notable cambio de color antes de la fase de pupa.
Cuando la larva está en reposo suele levantar la parte anterior del cuerpo y hundir la cabeza; de ahí viene el nombre de esfinge. Algunas larvas tropicales parecen imitar serpientes. Las larvas suelen vomitar sustancias pegajosas y aun tóxicas como defensa cuando se ven en peligro. La tasa de desarrollo depende de la temperatura y algunas especies de latitudes altas requieren baños de sol para acelerar el proceso.

### Pupa
En algunos esfíngidos la probóscide de la pupa está libre en vez de estar fusionada con el resto de la pupa como en la mayoría de los lepidópteros. Generalmente pasan el estadio de pupa alejados de la planta alimento, ya sea bajo el suelo, en grietas de rocas o en algunos casos en un capullo. En la mayoría de las especies la pupa es el estadio que pasa el invierno.

### Adulto

#### Descripción
A diferencia de muchos otros lepidópteros las antenas no suelen ser plumosas, incluso en los machos. Suelen carecer de órganos timpánicos pero los miembros de la tribu Choerocampini tienen órganos auditivos en la cabeza, el tórax, abdomen y las alas están densamente cubiertas de escamas. Unos pocos esfíngidos tienen una probóscide muy reducida, la mayoría en cambio la tienen muy larga. La usan para libar el néctar de las flores. Muchos son crepusculares o nocturnos, pero hay algunos que vuelan durante el día. Tanto los machos como las hembras suelen vivir entre diez y treinta días. Antes de alzar vuelo la mayoría suele tiritar por un rato para calentar los músculos y durante el vuelo suelen alcanzar temperaturas de más de 40 °C
En algunas especies las diferencias entre los dos sexos (dimorfismo sexual) son muy pronunciadas.

### Comportamiento

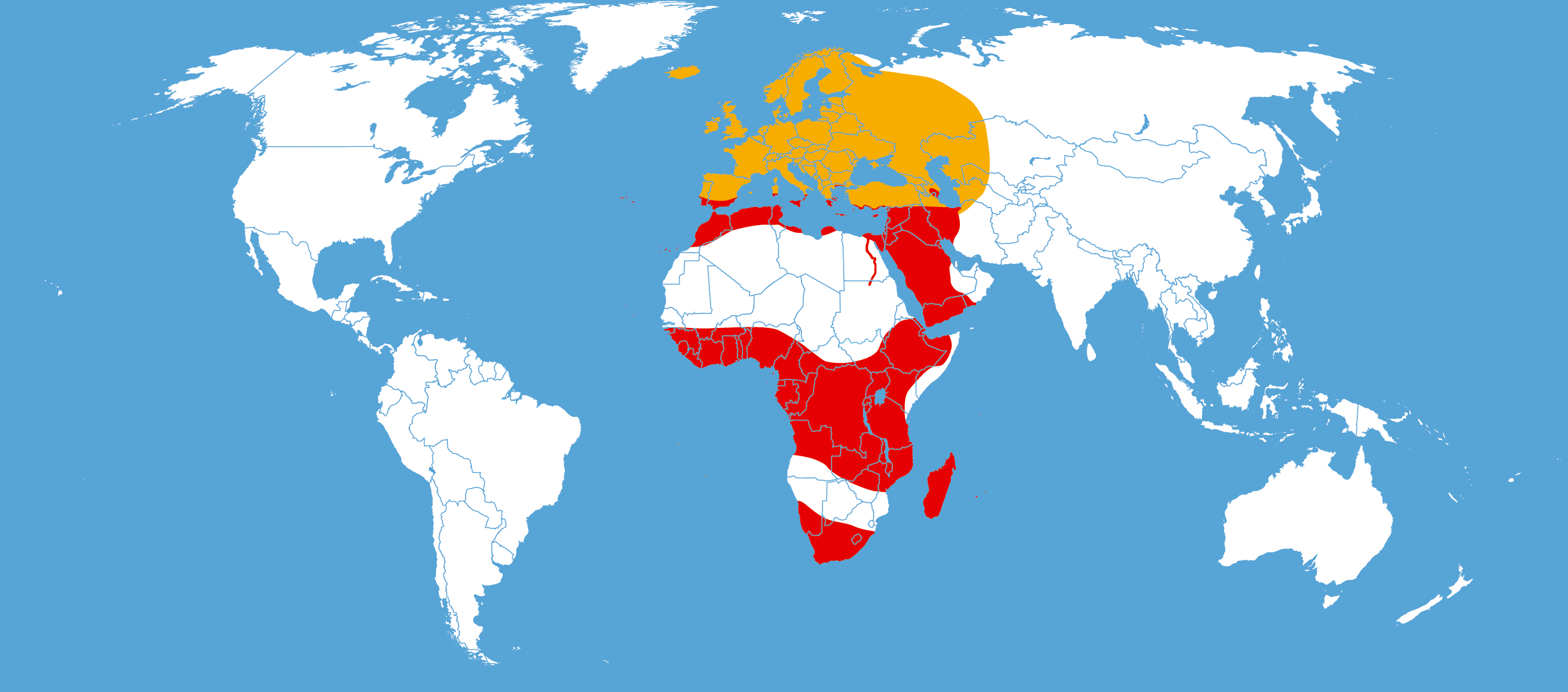
Distribución geográfica de Acherontia atropos: rojo, año entero; naranja, verano.

Distribución de Macroglossum stellatarum mostrando su migración anualː azul, verano; verde, todo el año; amarillo, invierno.

Algunas especies vuelan por un período corto al amanecer o al anochecer, mientras otras aparecen más tarde por la noche y aun en la medianoche. Tales especies suelen ser vistas también durante el día libando néctar de flores. Entre las diurnas se encuentran las esfinge colibrí (género Macroglossum) así llamadas por parecerse en aspecto y forma de volar a los colibríes.
Muchas especies son importantes polinizadores especialmente de flores que se abren en horario nocturno y de corola con forma de tubo largo o de trompeta.
Un número de especies son migratorias, todas en Sphingini y Macroglossinae, especialmente en los géneros Agrius, Cephonodes, Macroglossum, Hippotion y Theretra. Son de destacar Macroglossum stellatarum y Acherontia atropos.

### Vuelo

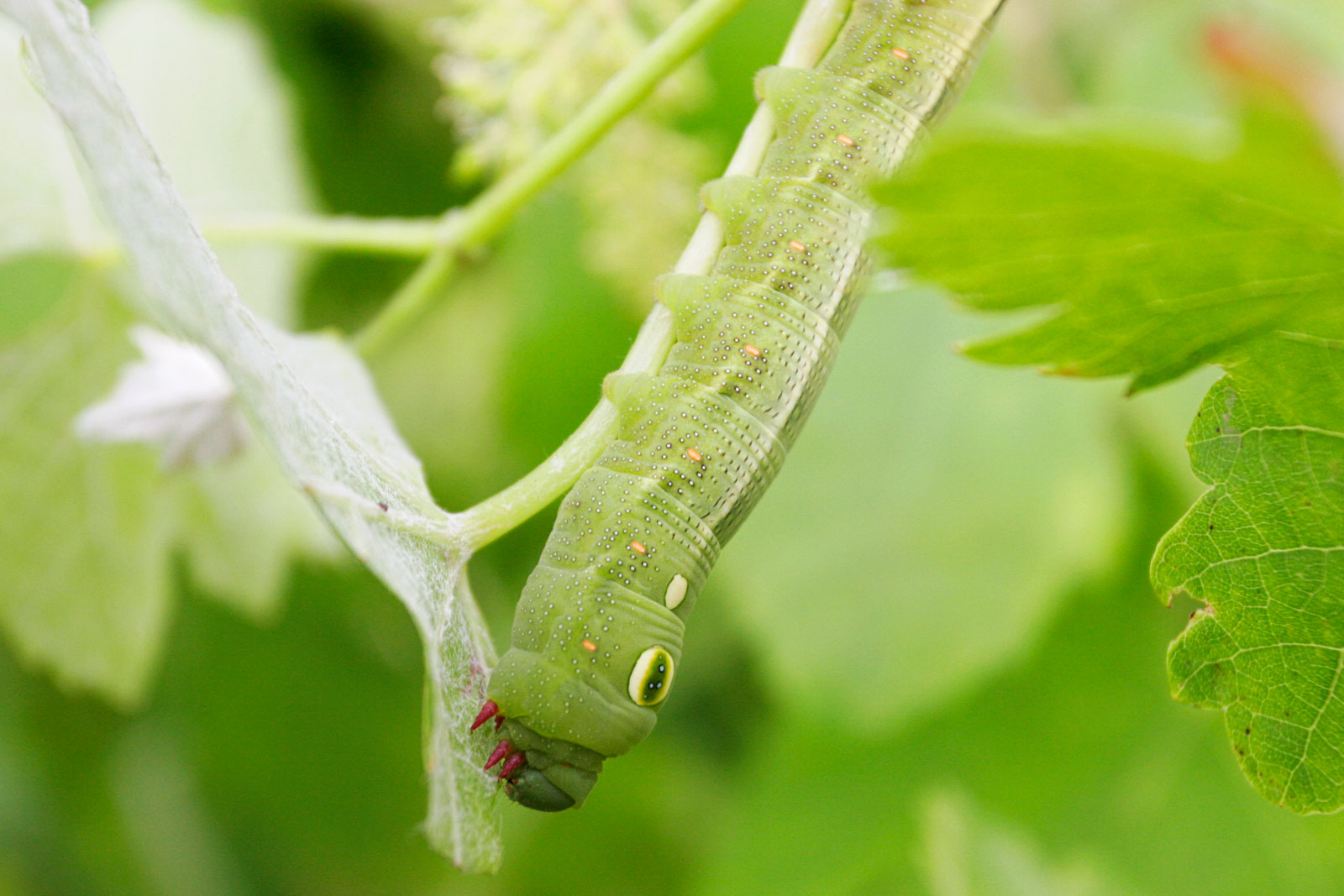
Larva de Polilla halcón de la vid (Hippotion celerio).

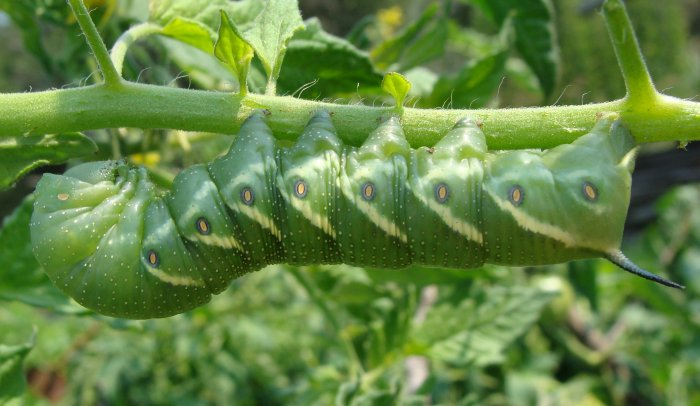
Un ejemplo del «cuerno» posterior visto en la Larva con cuerno del tomate.

Los estudios con Manduca sexta, muestran que las polillas tienen capacidades sensoriales de vuelo dinámico gracias a sus antenas. Las antenas vibran en un plano, de modo que cuando el cuerpo de la polilla gira durante maniobras aéreas controladas, las antenas están sujetas a fuerzas de Coriolis. Las fuerzas Coriolis son linealmente proporcionales a la velocidad angular del cuerpo y causan desviaciones de las antenas que son detectadas por el órgano de Johnston en la base de cada antena, con fuertes respuestas de frecuencia en la frecuencia de batido de las antenas (alrededor de 25 Hz) y en el doble de la frecuencia de batido. La magnitud relativa de las dos respuestas de frecuencia permite a la polilla distinguir la rotación alrededor de los diferentes ejes principales, lo que permite un rápido control del rumbo durante las maniobras de navegación aérea. 

## Plantas de las que se alimenta

### Larva
La larva de los esfíngidos tiende a ser un especialista. Se suelen alimentar de hojas tiernas de plantas tóxicas y en algunos casos toleran concentraciones muy altas de toxinas específicas. El gusano del tabaco Manduca sexta y otros de la subfamilia Sphinginae pueden detoxificar y excretar grandes cantidades de nicotina. La mayoría de las especies suelen eliminar la mayor parte de las toxinas, pero algunas, como Hyles euphorbiae y Daphnis nerii secuestran las toxinas dentro de su cuerpo aunque no las pasan al adulto.

### Adulto
La mayoría de los adultos liban néctar, aunque unas pocas especies tropicales se alimentan de secreciones oculares, y la polilla de la cabeza de la muerte roba miel a las abejas. Los esfíngidos nocturnos tienden a preferir flores de colores pálidos con tubos de corola largos y olor dulce, un síndrome de polinización conocido como «esfingofilia». Algunas especies son bastante generales en sus visitas, mientras que otras son muy específicas, y la planta sólo es polinizada con éxito por una especie concreta de polilla.Las orquídeas suelen tener este tipo de relaciones específicas con polillas halcón y tubos de corola muy largos. Por ejemplo la orquídea de Darwin (Angraecum sesquipedale), una rara flor de Madagascar con su néctar almacenado en el fondo de un espolón de 30 cm de largo, fue descrita en 1822 por Louis-Marie Aubert du Petit-Thouars, y más tarde, Charles Darwin predijo célebremente que debía existir alguna polilla especializada que se alimentara de ella:

[A. sesquipetale' tiene] nectarios de 11 pulgadas y media de largo [29 cm], con sólo la pulgada y media inferior [4 cm] llena de néctar muy dulce [... ] es, sin embargo, sorprendente, que cualquier insecto sea capaz de alcanzar el néctar: nuestras esfinges inglesas tienen probosces tan largas como sus cuerpos, ¡pero en Madagascar, debe haber polillas con probosces capaces de extenderse a una longitud de entre 10 y 12 pulgadas! [25 y 30 cm]

Alfred Russel Wallace publicó una especie de «cartel de se busca» (propiamente, un dibujo en un libro) de cómo podría ser este lepidóptero y, coincidiendo con su colega, añadió:

[La probóscide de una polilla halcón] de África tropical ([Xanthopan] morganii) mide siete pulgadas y media [19 cm]. Una especie con una probóscide dos o tres pulgadas más larga [8 cm] podría alcanzar el néctar de las flores más grandes de Angraecum sesquipedale, cuyos nectarios varían en longitud de diez a catorce pulgadas [36 cm]. Que tal polilla existe en Madagascar puede predecirse con seguridad, y los naturalistas que visiten esa isla deben buscarla con tanta confianza como los astrónomos buscaron el planeta Neptuno, y tendrán el mismo éxito.<

El esfíngido predicho fue descubierto 21 años más tarde y descrito como una subespecie de la única especie africana estudiada por Wallace: Xanthopan morganii praedicta', al que se dio el nombre subespecífico praedicta («el predicho»). Los individuos malgaches tenían el pecho y el abdomen rosados, en lugar de blancos, y una línea apical negra en el ala anterior, más ancha que en los ejemplares continentales. Los modelos de reloj molecular que utilizan calibraciones basadas en tasas o en fósiles implican que la subespecie malgache X. m. praedicta y la subespecie africana X. m. morgani divergieron hace 7,4 ± 2,8 Mya (millones de años), lo que coincide con la divergencia de A. sesquipedale de su hermana, A. sororium, es decir, 7,5 ± 5,2 Mya. Dado que estas dos orquídeas tienen espolones extremadamente largos, es probable que los espolones largos existieran antes y fueran explotados por polillas de lengua larga similares a Xanthopan morganii praedicta. La larga separación geológica de las subespecies morgani y praedicta coincide con sus diferencias morfológicas en el color del pecho y el abdomen.

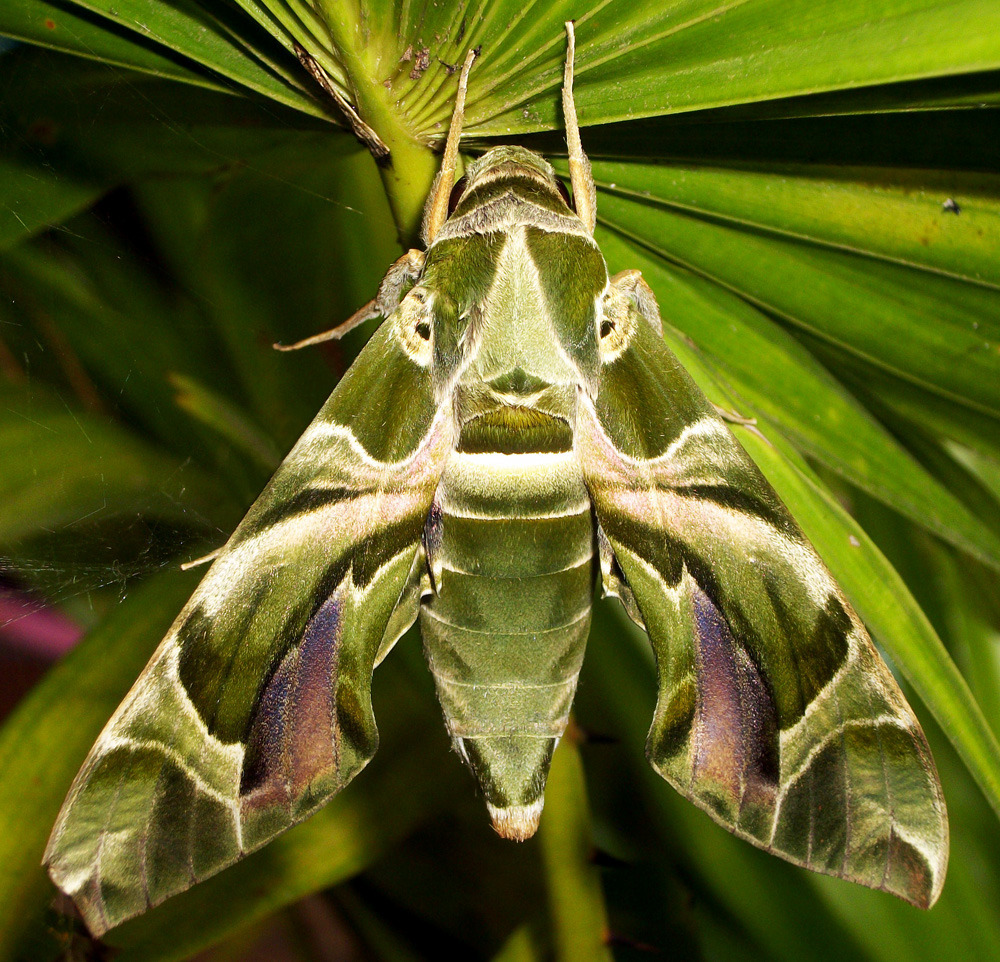
Daphnis nerii en Mangaon, Maharashtra.

## Algunas especies
Existen alrededor de mil cuatrocientas cincuenta especies en doscientos géneros. Se aceptan  subfamilias según Hodges (1971): Sphinginae y Macroglossinae.
- Acherontia atropos
- Agrius convolvuli
- Ceratomia catalpae
- Daphnis nerii
- Deilephila elpenor
- Erinnyis ello
- Eumorpha pandorus
- Hippotion celerio
- Hyles euphorbiae
- Laothoe populi
- Macroglossum stellatarum
- Manduca quinquemaculata
- Manduca sexta
- Mimas tiliae
- Sphinx ligustri

## Galería

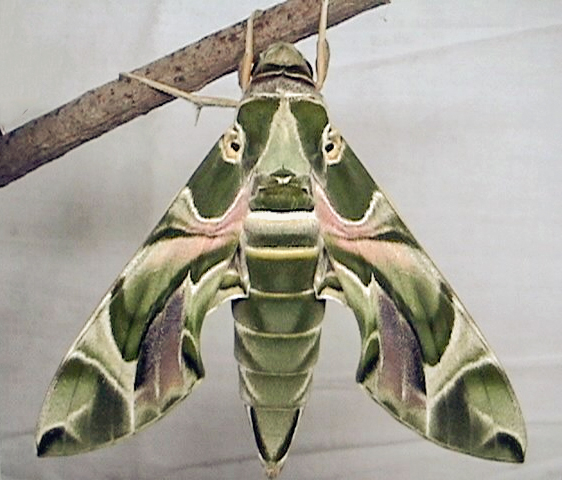
Imago de Daphnis nerii
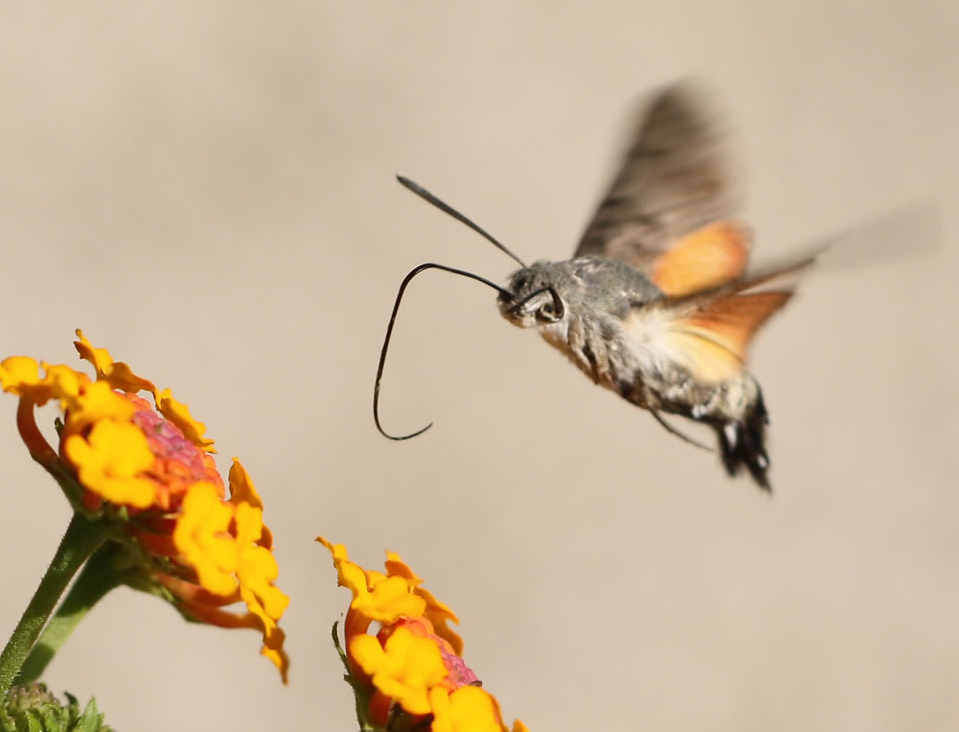
Macroglossum stellatarum libando néctar.
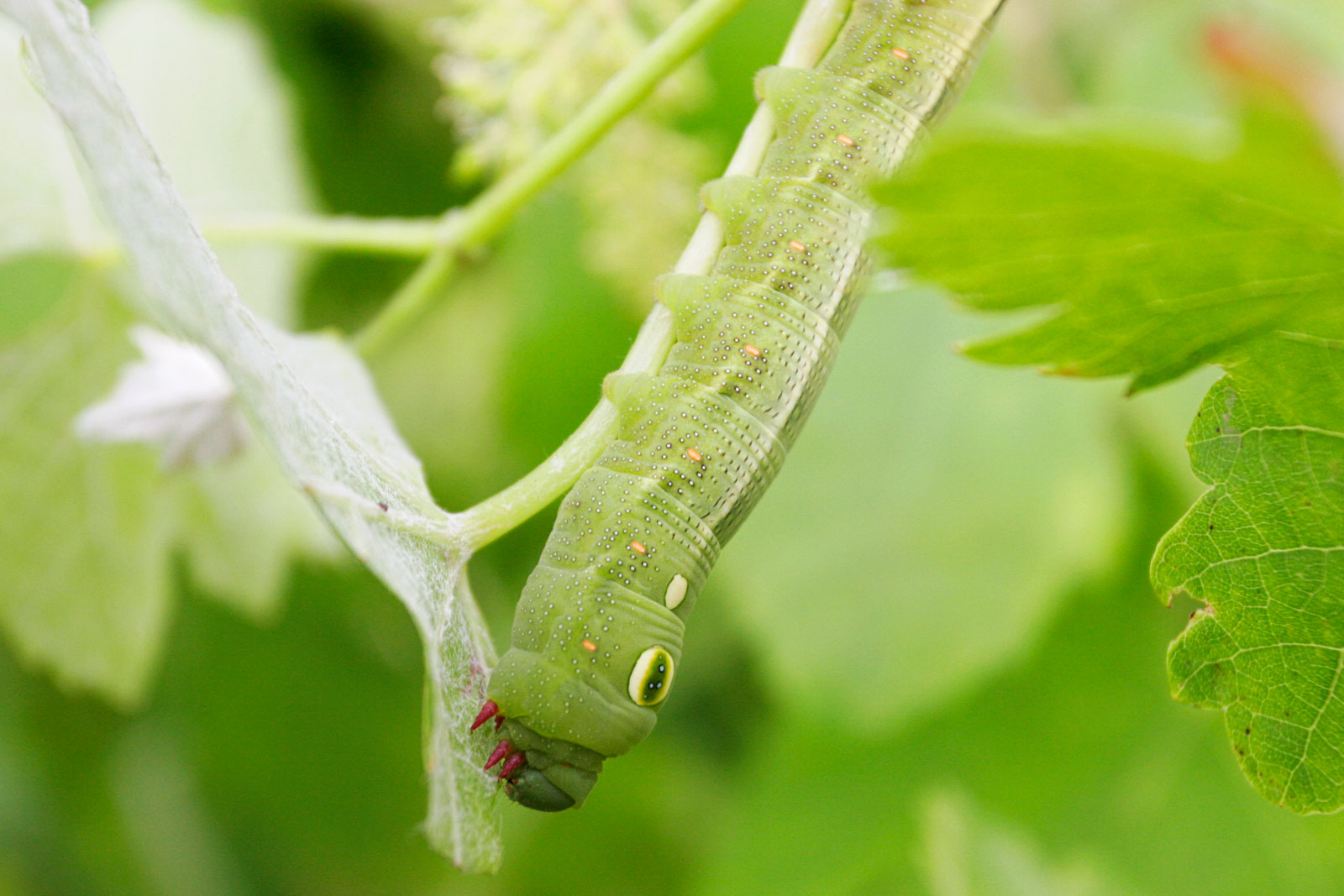
Larva de Hippotion celerio
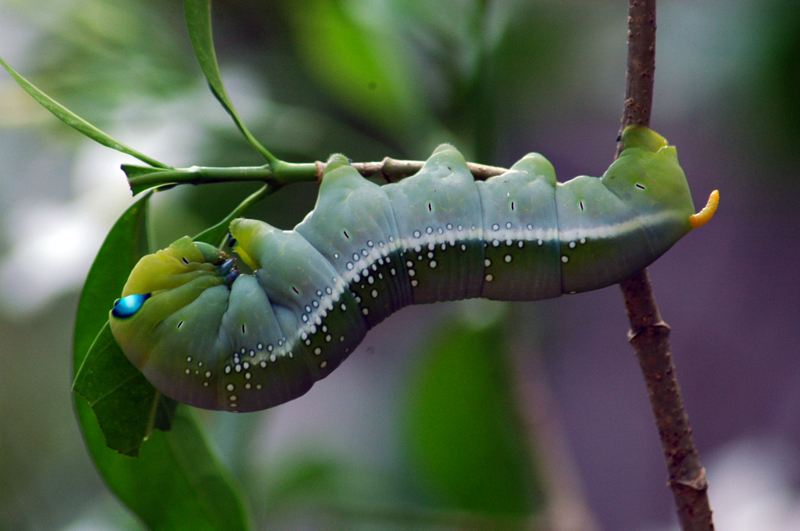
Oruga de Daphnis nerii.
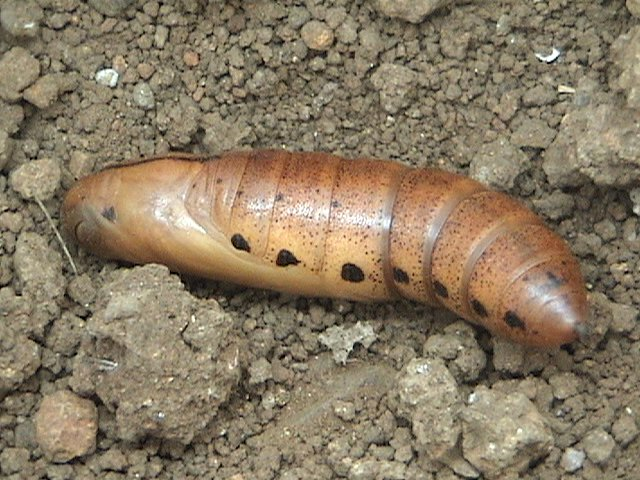
Pupa de Daphnis nerii.
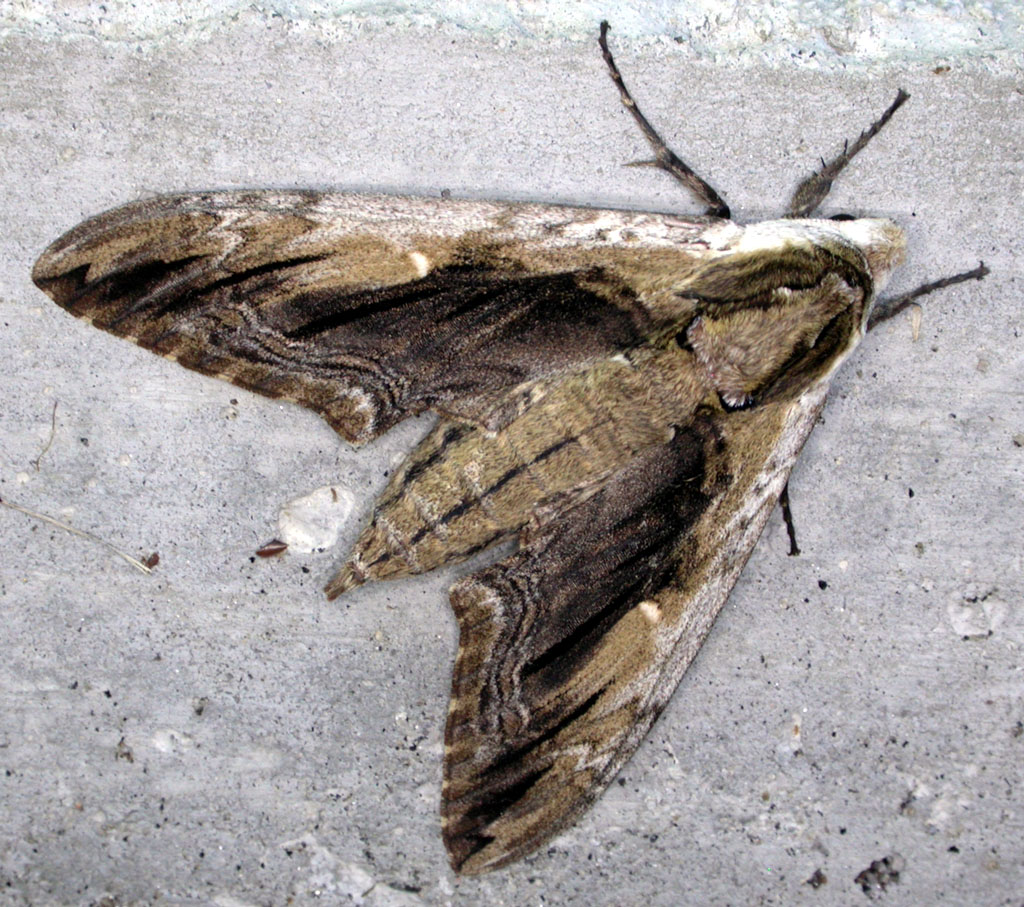
Ceratomia amyntor
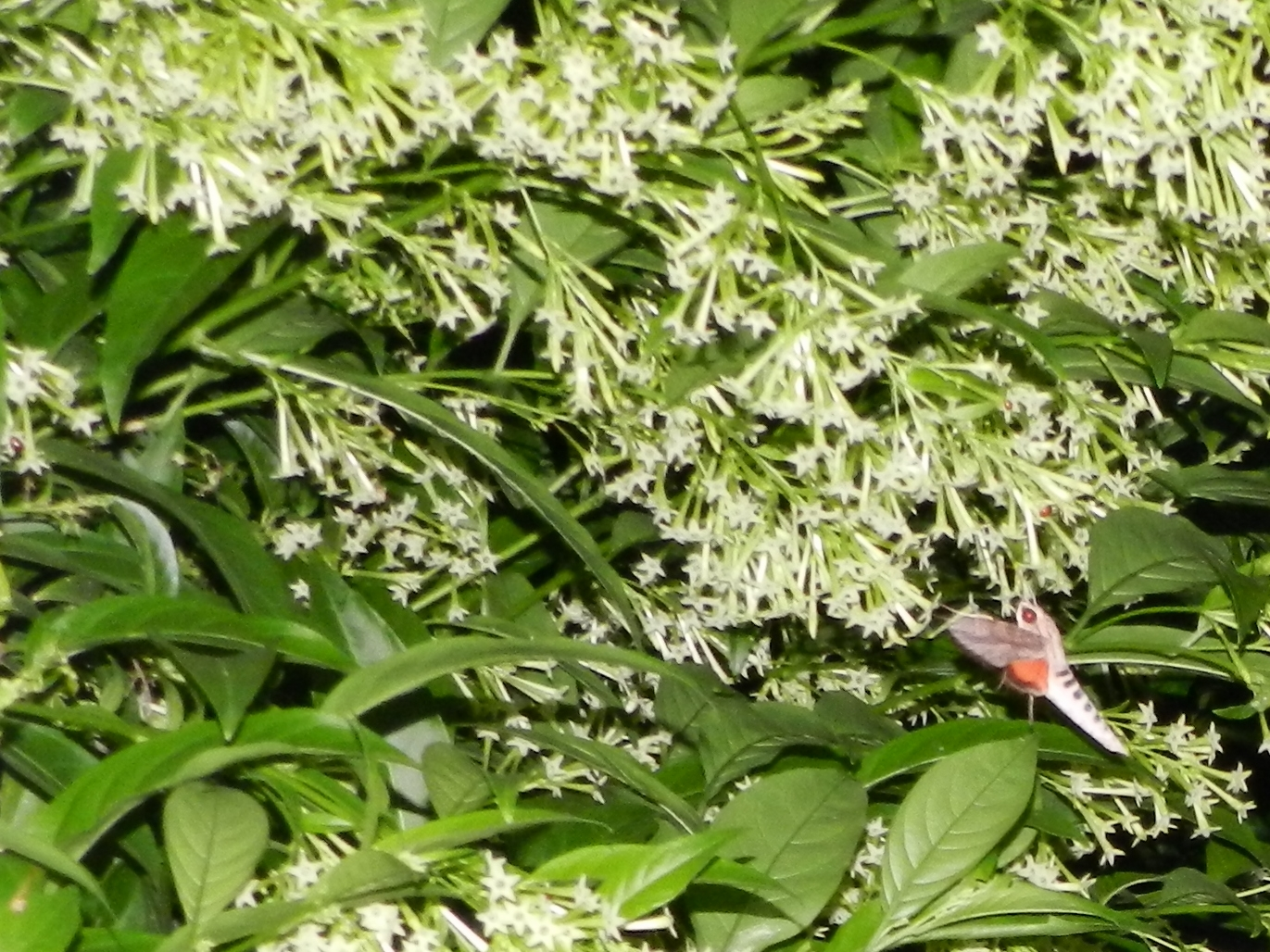
Sphingidae libando en Cestrum nocturnum (dama de noche). El Crucero, Managua, Nicaragua.
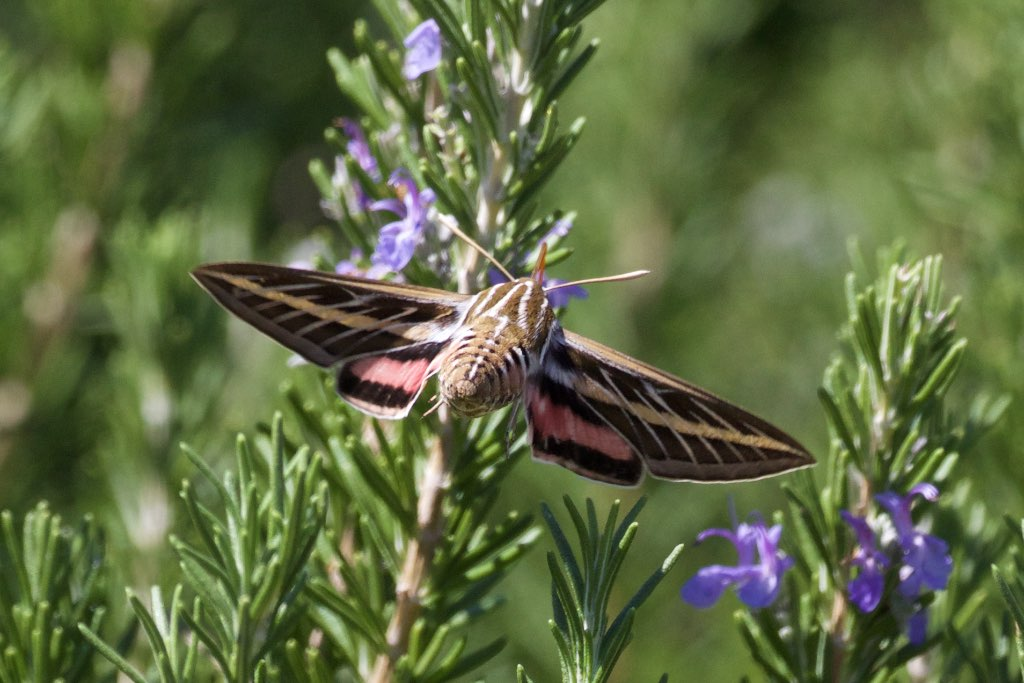
Hyles lineata.

## Mitos y leyendas
La familia Sphingidae, es uno de los grupos más fascinantes y diversos de polillas, con más de 1,400 especies distribuidas mundialmente. Estas polillas son conocidas por sus habilidades de vuelo únicas, siendo algunas especies capaces de permanecer suspendidas en el aire como los colibríes, lo que agrega un elemento de misterio y asombro. A lo largo de la historia diversas culturas han creado mitos y leyendas alrededor de ellas, a menudo asociándolas con la transformación, la noche y las fuerzas sobrenaturales. 
- La polilla como símbolo de transformación

En muchas culturas, las polillas, incluidas las de la familia Sphingidae, han sido vistas como símbolos de transformación y renacimiento debido a su ciclo de vida, que incluye una metamorfosis dramática desde el huevo hasta la larva (oruga), luego la pupa (crisálida) y finalmente la polilla adulta. Este proceso de transformación ha inspirado muchas interpretaciones culturales de la polilla como un mensajero del cambio. En la mitología griega, la polilla a menudo estaba asociada con la idea de la transformación debido a su proceso de metamorfosis. El concepto del cambio era central en el pensamiento griego antiguo, especialmente en lo que respecta a la muerte y el renacimiento. Algunas figuras mitológicas, como Perséfone, la diosa de la primavera y del inframundo, a veces se representaban junto a polillas, lo que simbolizaba la naturaleza cíclica de la vida y la muerte. El ciclo de vida de la polilla a veces se utiliza como una metáfora de transformación espiritual o iluminación, de manera similar a la mariposa, que es a menudo considerada un símbolo del viaje del alma. En este sentido, la polilla halcón puede ser vista como un símbolo de crecimiento personal y el logro de una sabiduría superior después de haber pasado por diversas pruebas.
- Las polillas y la muerte en el folclore

En muchas culturas, las polillas están relacionadas con la muerte o el mundo espiritual, especialmente porque son criaturas nocturnas, que salen de noche, cuando se cree que el velo entre los vivos y los muertos es más delgado. Las polillas Sphingidae, conocidas por su vuelo potente y su gran tamaño, a veces son vistas como espíritus de los difuntos que regresan a visitar a sus seres queridos. En el folclore mexicano, la polilla a menudo se asocia con La Llorona, el espíritu de una mujer que se dice recorre la tierra llorando por sus hijos perdidos. Se cree que las polillas, especialmente las grandes, son las almas de los muertos o los espíritus de los ancestros que regresan para advertir o visitar a los vivos. De manera similar, en algunas partes de América del Sur, se cree que la polilla transporta las almas de los muertos y que la polilla que entra en un hogar puede portar un mensaje o presagio de un familiar o ser querido fallecido. El gran tamaño y el vuelo impresionante de las Sphingidae confieren a estas polillas un aura de misterio, lo que fortalece estas asociaciones.